# Augusto Marini
Augusto Marini (Roma, 1834 – Berna, 8 agosto 1897) è stato un poeta dialettale italiano.

## Biografia
Di professione avvocato, fu patriota garibaldino e soldato nella guerra d'Indipendenza del 1859-1860. Fu ferito nelle campagne del Tirolo e di Mentana (1867). Fu esiliato dal governo pontificio per il suo liberalismo sinceramente anticlericale. Poté ristabilirsi a Roma soltanto nel (1870) e trovò impiego nell'amministrazione comunale. Cominciò a pubblicare in tarda età, ma la sua produzione poetica in romanesco inizia attorno al 1859.
Fustigatore del malcostume e dell'ipocrisia, le sue poesie, per la maggior parte di argomento politico, rendono bene l'idea della temperie culturale di Roma all'indomani della Breccia di Porta Pia.
Morì a Berna, dove si era recato per sottoporsi ad un'operazione chirurgica.

## Pubblicazioni
- Poesie in dialetto romanesco, Roma, Ripamonti, 1877.
- Cento sonetti in vernacolo romanesco, con proemi di Raffaele Giovagnoli, Roma, Perino, 1877.
- Sonetti romaneschi e altre poesie satiriche, con prefazione di Raffaello Giovagnoli, Tip. Frankliniana, Roma, 1886.